# Mareil-Marly
Mareil-Marly – miejscowość i gmina we Francji, w regionie Île-de-France, w departamencie Yvelines.
Według danych na rok 1990 gminę zamieszkiwały 3074 osoby, a gęstość zaludnienia wynosiła 1737 osób/km² (wśród 1287 gmin regionu Île-de-France Mareil-Marly plasuje się na 400. miejscu pod względem liczby ludności, natomiast pod względem powierzchni na miejscu 871.).